# Порок на экспорт
«Порок на экспорт» (англ. Eastern Promises, букв. «Восточные обещания») — остросюжетный фильм канадского режиссёра Дэвида Кроненберга, посвящённый жизни российских воров в законе в Лондоне. В главных ролях — Вигго Мортенсен, номинированный за неё на премии «Оскар» и «Золотой глобус», Наоми Уоттс и Венсан Кассель.

## Сюжет
В лондонской больнице при родах умирает 14-летняя украинская девочка-подросток. Акушерка Анна, дочь русских эмигрантов, находит её дневник и карточку с названием ресторана Trans-Siberian. Практически не зная русского языка, Анна, в надежде узнать что-нибудь о близких девочки, направляется в ресторан, где встречается с его владельцем Семёном — пожилым респектабельным человеком. Семён обещает помочь в расшифровке дневника, но его расспросы и поведение настораживает Анну: в частности, Семён настойчиво просит оригинал дневника, а не копию, настойчиво интересуется местами, где Анна работает и живет. На выходе она сталкивается с сыном Семёна — Кириллом и его шофёром (и по совместительству личным телохранителем для грязной работы) Николаем. Анна нравится Николаю и он старается ухаживать за ней, в частности, помогая добраться домой, когда ее мопед ломается. Анна переживает и личную трагедию: некоторое время назад она потеряла ребенка и из-за этого рассталась со своим мужчиной, о чем ей не забывает напоминать дядя Степан, которого очень волнует чистота расы (ее мужчина был темнокожим). Из-за личной травмы она так обеспокоена судьбой младенца и поисками его других родственников, пытаясь спасти девочку, которую она назвала Кристиной, от системы приютов и усыновления.
Вернувшись домой, Анна узнаёт, что ее мать и дядя уже расшифровали записи. Из дневника становится ясно, что девочка была обманом вывезена из России в Лондон, где её избивали, вводили героин и принудили к занятию проституцией. В частности, её изнасиловал Семён, который является отцом родившегося ребёнка.
За Кириллом охотятся двое чеченцев, узнавших, что их брат зарезан по заказу Кирилла. Им известно, что Кирилл является вором в законе, но они не знают, как он выглядит. Семён инициирует процедуру посвящения Николая в «воры» с татуированием, чтобы подставить Николая, выдав за своего сына. План удаётся: чеченцы нападают на Николая с ножами в бане. В ожесточённом поединке тому удаётся убить их обоих.
В больнице Николая посещает его куратор из русского отдела Скотланд-Ярда. Из их диалога становится ясно, что Николай завербован российскими спецслужбами. Николай сообщает, что он теперь «коронован» и, в случае ареста Семёна, смог бы возглавить русскую мафию в Лондоне. Николай предлагает устранить Семёна, установив по анализу крови, что именно Семён является отцом младенца, рождённого от 14-летней девочки (по британским законам это будет считаться изнасилованием).
После сдачи крови на анализ Семён организовывает похищение младенца из госпиталя. Николай и Анна находят Кирилла на берегу Темзы, где он в нерешительности собирается утопить похищенную девочку. Николай уговаривает Кирилла отдать ребёнка Анне. Николай и Анна целуются. Николай становится главой мафии, а Анна усыновляет спасённого ребёнка.

## В ролях
- Вигго Мортенсен — Николай Лужин
- Наоми Уоттс — Анна Хитрова
- Венсан Кассель — Кирилл
- Армин Мюллер-Шталь — Семён
- Шинейд Кьюсак — Хелен
- Мина Э. Мина — Азим
- Ежи Сколимовский — Степан
- Дональд Самптер — Юрий
- Раза Джаффри — доктор Азиз
- Джозеф Алтин — Экрем
- Сара-Джинн Лабросс — Татьяна
- Татьяна Маслани — Татьяна (только голос)
- Тереза Србова — Кириленко
- Тамер Хассан — чеченец
- Олегар Федоро — татуировщик

## Производство
Задолго до начала съёмок, ещё в США, Вигго Мортенсен общался с одним из бывших российских заключённых, познакомился с блатным сленгом и разучивал русские фрагменты сценария, занимаясь с преподавателем Принстонского университета Станиславом Швабриным.
Фильм американского кинодокументалиста Аликс Ламберт «Печать Каина», а также «Энциклопедия русских криминальных татуировок» Д. С. Балдаева использовались Мортенсеном для создания образа Николая Лужина. Ближе к съёмкам Мортенсен несколько дней провёл в Санкт-Петербурге, Москве и Екатеринбурге, чтоб увидеть родину его экранного персонажа. Во время съёмок в Лондоне наставником Вигго по русскому произношению и экранному поведению был актёр Олегар Федоро, исполнитель эпизодической роли татуировщика. В свою очередь, гримёр фильма Стефан Дюпуа в начале почти каждого съёмочного дня в течение двух часов покрывал Мортенсена накладными воровскими татуировками.

## Сексуализация насилия
Кроненберг определил фильм как «гомоэротический триллер», намекая на то, что криминальный мир сплачивают вытесненные влечения гомосексуального свойства. Он охарактеризовал Николая и Кирилла как «горячую парочку»: Николай сознательно пытается «охмурить» Кирилла, зная, что тот — латентный гей. Секс между мужчиной и женщиной показан в холодных тонах, в то время как сцены насилия преподаны как страстная близость. «Братки близки друг к другу до интимности», — рассуждает Кроненберг о вытесненном гомосексуальном влечении, на котором строятся закрытые мужские коллективы, от футбольных команд до военных организаций (любимая мысль Жижека). «Я не намеревался снимать фильм в духе «Борна», — объясняет режиссёр причины, заставившие его подчеркнуть скрытый эротизм мужской борьбы. По замечанию критика Дж. Хобермана, «гомоэротический подтекст прорывает плотину и почти запруживает экран в парно́й бане, где, наверное, не меньше недели пришлось снимать потрясающую сцену борьбы голышом».

## Релиз
Премьера состоялась на Торонтском фестивале 8 сентября 2007 года, где фильм был удостоен приза зрительских симпатий. Картина открывала кинофестиваль в Сан-Себастьяне 2007 года и участвовала в основном конкурсе. «Порок на экспорт» номинировался на «Золотой глобус» по трём номинациям («лучший драматический фильм», «лучшая актёрская работа», «лучшая музыка»); на «Оскар» был номинирован Вигго Мортенсен как лучший актёр. В ограниченный российский кинопрокат фильм вышел 4 октября 2007 года.

## Критика
Американские кинокритики восторженно встретили актёрскую работу Мортенсена, а Роджер Эберт в своей рецензии выставил ленте высший балл из возможных. Дж. Хоберман отметил, что за доступной фабулой скрывается нечто гораздо более тёмное и странное; Джонатан Розенбаум уточнил, что атмосфера заряжена гомоэротикой. А. О. Скотт выделил неонуаровую работу оператора Питера Сушицкого: «Отполированные дождём лондонские улицы сняты в мрачных тонах, превращая город в нечто животрепещущее и зловещее». Помимо Хобермана, такие авторитетные кинокритики, как Манола Даргис и Питер Трэверс, включили «Порок на экспорт» в число 3-4 лучших фильмов года. Многие увидели тематическое сходство с предыдущей работой Кроненберга, триллером «Оправданная жестокость» (2005).
Российские зрители приняли фильм более прохладно. Например, Михаил Трофименков в своей рецензии отметил, что, в отличие от «Оправданной жесткости», с героем Мортенсена так и не происходит ожидаемой «психологической мутации»: «Фильм никуда не сворачивает, оказывается равен истории, которую рассказывает. Добро побеждает зло, ребёнок, осиротевший при рождении, обретает семью, мафия, может быть, и бессмертна, но уязвима. С точки зрения Уголовного кодекса — это победа. С точки зрения кинематографа — поражение».

## Награды и номинации
- 2008 — номинация на премию «Оскар» за лучшую мужскую роль (Вигго Мортенсен)
- 2008 — 3 номинации на премию «Золотой глобус»: лучший фильм — драма, лучшая мужская роль — драма (Вигго Мортенсен), лучшая музыка к фильму (Говард Шор)
- 2008 — номинация на премию «Выбор критиков» за лучшую мужскую роль (Вигго Мортенсен)
- 2008 — 2 номинации на премию BAFTA: лучший британский фильм (Пол Уэбстер, Роберт Лантос, Дэвид Кроненберг, Стивен Найт), лучшая мужская роль (Вигго Мортенсен)
- 2008 — номинация на премию Гильдии киноактёров США за лучшую мужскую роль (Вигго Мортенсен)
- 2008 — номинация на премию «Сезар» за лучший иностранный фильм (Дэвид Кроненберг)
- 2008 — премия «Сатурн» за лучший иностранный фильм, а также 2 номинации: лучшая мужская роль (Вигго Мортенсен), лучшая женская роль (Наоми Уоттс)
- 2007 — премия «Спутник» за лучшую мужскую роль — драма (Вигго Мортенсен), а также 5 номинаций: лучший фильм — драма, лучший режиссёр (Дэвид Кроненберг), лучший оригинальный сценарий (Стивен Найт), лучшая музыка к фильму (Говард Шор), лучший монтаж (Рональд Сандерс)